# ندویزی (ناحیه سویتاوی)
ندویزی (به چکی: Nedvězí) یک منطقهٔ مسکونی در جمهوری چک است که در ناحیه سویتاوی واقع شده‌است. ندویزی ۵٫۷۶ کیلومتر مربع مساحت و ۱۹۹ نفر جمعیت دارد و ۶۷۰ متر بالاتر از سطح دریا واقع شده‌است.